# Camponotus rufifemur
Camponotus rufifemur é uma espécie de inseto do gênero Camponotus, pertencente à família Formicidae.